# アレクサンドル・ポタポフ
アレクサンドル・リヴォヴィチ・ポタポフ（ロシア語: Александр Львович Потапов、Alexander Lvovich Potapov、1818年 – 1886年）は、帝政ロシアの政治家。
1861年から1864年まで特別憲兵隊参謀総長。1868年から1874年まで北西総督を経て、1874年から1876年憲兵隊長兼皇帝官房第三部長官を歴任した。